# US Open 2015 – dvouhra kvadruplegiků
Obhájcem titulu dvouhry kvadruplegiků na newyorském grandslamu US Open 2015 byl Brit Andrew Lapthorne, který nepostoupil ze základní skupiny. Soutěž probíhala se čtyřmi hráči, z nichž každý odehrál tři vzájemná utkání v základní skupině. První dva v pořadí postoupili do finále.
Soutěž vyhrál 25letý australský tenista a basketbalový paralympijský šampion Dylan Alcott, jenž ve finále přehrál Američana Davida Wagnera po třísetovém průběhu 6–1, 4–6 a 7–5. Na Grand Slamu si tak připsal, po lednovém Australian Open 2015, druhou grandslamovou trofej.

## Pavouk
| Legenda                                                       |                                                                        |                                                   |
| - Q – kvalifikant - WC – divoká karta - LL – šťastný poražený | - Alt – náhradník - SE – zvláštní výjimka - PR/SR – žebříčková ochrana | - w/o – bez boje - r – skreč - d – diskvalifikace |

### Finále
| Finále |              |   |   |   |
|        |              |   |   |   |
|        |              |   |   |   |
|        | David Wagner | 1 | 6 | 5 |
|        | Dylan Alcott | 6 | 4 | 7 |

### Základní skupina
|  |                  | D Alcott      | A Lapthorne   | D Wagner      | N Taylor      | Zápasy | Sety | Hry   | Pořadí |
|  | Dylan Alcott     |               | 6–3, 6–3      | 6–7(7–9), 4–6 | 6–1, 6–2      | 2–1    | 4–2  | 34–22 | 2.     |
|  | Andrew Lapthorne | 3–6, 3–6      |               | 1–6, 0–6      | 3–6, 7–5, 7–5 | 1–2    | 2–5  | 24–40 | 3.     |
|  | David Wagner     | 7–6(9–7), 6–4 | 6–1, 6–0      |               | 6–1, 6–0      | 3–0    | 6–0  | 37–12 | 1.     |
|  | Nick Taylor      | 1–6, 2–6      | 6–3, 5–7, 5–7 | 1–6, 0–6      |               | 0–3    | 1–6  | 20–41 | 4.     |